# مازيبا البطل الشعبي لأوكرانيا
مازيبا: البطل الشعبي لأوكرانيا (بالأوكرانية: Mazeppa, der Volksheld der Ukraine) هو فيلم تاريخي للمخرج الألماني مارتن بيرغر، صُوِّرَ في عام 1918 وصدرَ في تموز/يوليو 1919.

## القصة
يحكي هذا الفيلم الذي صُنّف ضمن إطارِ أفلامِ الدراما التاريخيّة عن شخصيّة مازيبا الذي برزَ في نهاية القرن السابع عشر بكونهِ جنديًا رفيع المستوى عاشَ تحت حكم الملك البولندي جان الثاني كازيمير. كُرِّمَ مازيبا من قِبل الملك بسبب بطولته خلال المعارك حينها.